# Tadeusz Wardejn-Zagórski

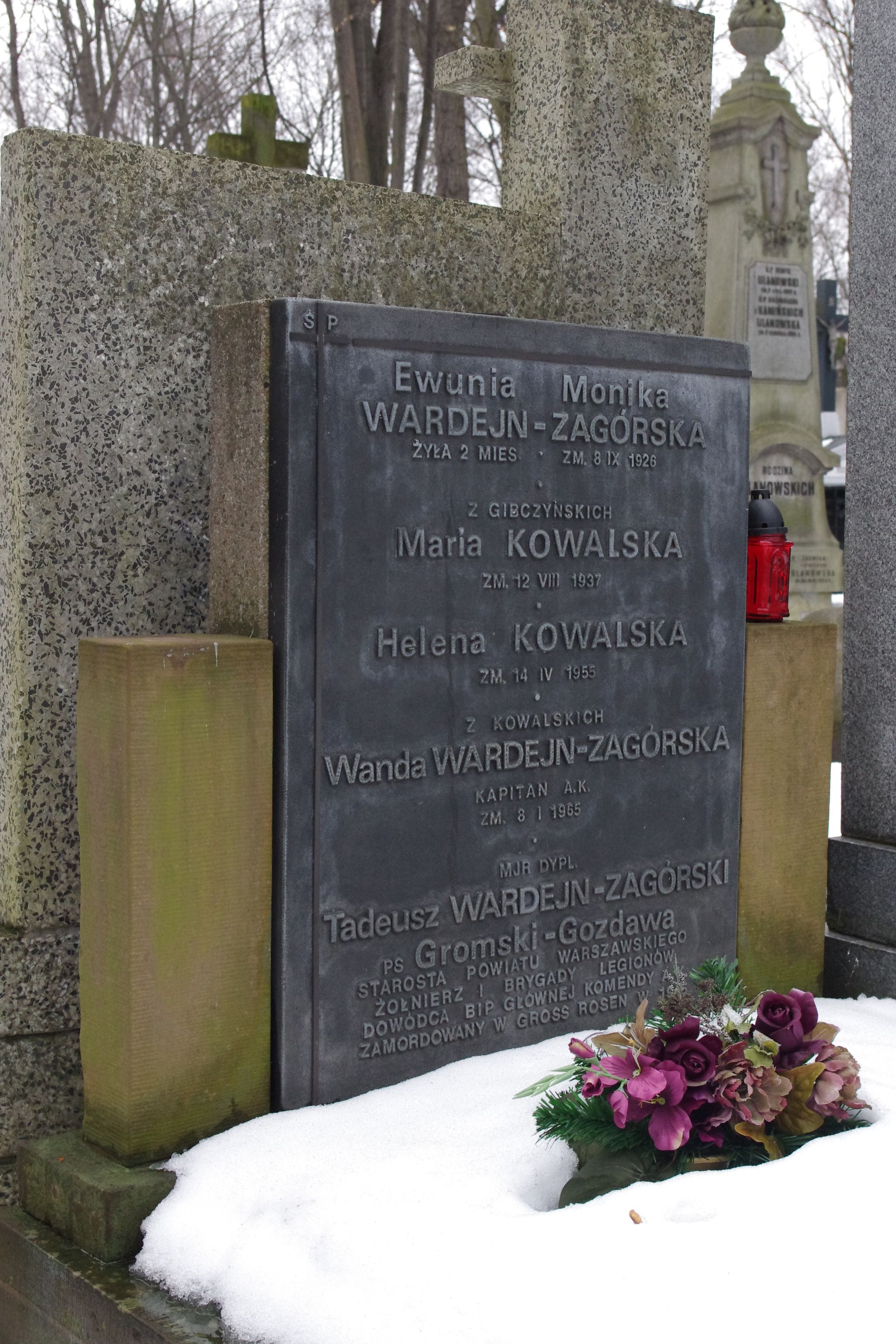
Grób majora Tadeusza Wardejn-Zagórskiego na cmentarzu Powązkowskim w Warszawie

Tadeusz Adam Wardejn-Zagórski ps. „Gromski”, „Gozdawa” (ur. 7 kwietnia 1892 w Poraju, zm. w grudniu 1944 w Częstochowie) – major dyplomowany piechoty Wojska Polskiego i Armii Krajowej.

## Życiorys
Tadeusz Adam Wardejn-Zagórski urodził się 7 kwietnia 1892 roku w Poraju. Od 1914 roku działał w Polskiej Organizacji Wojskowej. W okresie od 1 września 1917 roku do 24 stycznia 1918 roku był uczniem klasy „A” Szkoły Podchorążych w Zegrzu (od 3 listopada 1917 roku w Ostrowi Mazowieckiej).
Po zakończeniu wojny z bolszewikami pełnił służbę w Doświadczalnym Centrum Wyszkolenia w Rembertowie, pozostając oficerem nadetatowym 62 pułku piechoty w Bydgoszczy. 3 maja 1922 roku został zweryfikowany w stopniu kapitana ze starszeństwem z dniem 1 czerwca 1919 roku i 1674. lokatą w korpusie oficerów piechoty. W latach 1923–1925 był słuchaczem V Kursu Normalnego Wyższej Szkoły Wojennej w Warszawie. Z dniem 1 października 1925 roku, po ukończeniu kursu i uzyskaniu dyplomu naukowego oficera Sztabu Generalnego, powrócił do Doświadczalnego Centrum Wyszkolenia. Z dniem 1 lipca 1929 został przydzielony do dyspozycji szefa Samodzielnego Wydziału Wojskowego Ministerstwa Spraw Wewnętrznych. Z dniem 31 października 1934 został przeniesiony w stan spoczynku. Po zakończeniu służby wojskowej zatrudniony został w administracji państwowej. Był starostą zawieciańskim.
W kampanii wrześniowej 1939 roku walczył w dowództwie Armii „Lublin”, jako oficer Oddziału II Sztabu.
Podczas okupacji niemieckiej był oficerem łącznikowym, a od października 1940 roku pełnił funkcję zastępcy szefa Biura Informacji i Propagandy Komendy Głównej Związku Walki Zbrojnej-Armii Krajowej. Od 1944 był szefem Wydziału Propagandy Bieżącej w Oddziale VI Biura Informacji i Propagandy. Należał do redakcji „Wiadomości z miasta”, „Wiadomości radiowych”, „Wiadomości powstańczych”, „Głosu Ojczyzny”.
Podczas walk powstania warszawskiego przebywał na Woli, Starym Mieście i Śródmieściu. Aresztowany 15 grudnia 1944, a następnie zastrzelony przez Niemców w Częstochowie w grudniu 1944. Jest pochowany na cmentarzu Powązkowskim (kwatera 192-3-30).

## Ordery i odznaczenia
- Krzyż Walecznych – trzykrotnie (po raz pierwszy w 1922[7], po raz trzeci 18 września 1944)
- Złoty Krzyż Zasługi z Mieczami (22 września 1944)